# الدول الأعضاء في رابطة دول جنوب شرق آسيا

██ الأعضاء كاملي العضوية
██ الأعضاء المراقبون
██ الأعضاء المتوقع انضمامهم
██ أعضاء زائد ثلاثة
███ قمة شرق آسيا
██████ منتدى آسيان الإقليمي

رابطة دول جنوب شرق آسيا (بالإنجليزية: Association of Southeast Asian Nations)‏ وتُختصر آسيان (بالإنجليزية: ASEAN)‏ هي منظمة حكومية دولية إقليمية تضم عشر دول من جنوب شرق آسيا للدفاع عن القومية الآسيوية والتعاون الحكومي الدولي وتسهيل التكامل الاقتصادي والسياسي والأمني والعسكري والتعليمي والاجتماعي-الثقافي بين أعضائها والدول الآسيوية الأخرى، وعلى الصعيد العالمي أيضاً. منذ تأسيسها في 8 أغسطس 1967 من قبل إندونيسيا وماليزيا والفلبين وسنغافورة وتايلاند، توسعت عضوية المنظمة لتشمل بروناي وكمبوديا ولاوس وميانمار وفيتنام. وتشمل أهدافها الرئيسية تسريع النمو الاقتصادي، والتقدم الاجتماعي، والتطور الاجتماعي والثقافي بين أعضائها، إلى جانب حماية الاستقرار الإقليمي وتوفير آلية للدول الأعضاء لحل الخلافات بطريقة سلمية. تعد آسيان مراقباً رسمياً للأمم المتحدة، فضلاً عن كونها شريكاً عالمياً نشطاً. كما تحافظ على شبكة عالمية من التحالفات، وتشارك في العديد من الشؤون الدولية. ويتواصل أعضاء الاتحاد فيما بينهم باللغة الإنجليزية.
تغطي آسيان مساحة 4.4 مليون كيلومتر مربع، أي 3٪ من إجمالي مساحة الأرض. تغطي المياه الإقليمية لآسيان مساحة أكبر بنحو ثلاثة أضعاف مساحة أراضيها، مما يجعلها ذات أهمية خاصة من حيث الممرات البحرية ومصايد الأسماك. يبلغ عدد سكان الدول الأعضاء مجتمعة حوالي 640 مليون نسمة، أي 8.8٪ من سكان العالم، أي أكثر من الاتحاد الأوروبي، وإن كانت مساحتها أصغر قليلاً. في عام 2015، تجاوز الناتج المحلي الإجمالي الاسمي للمنظمة 2.8 تريليون دولار. إذا كانت رابطة دول جنوب شرق آسيا (آسيان) كيانًا واحدًا، فإنها ستصبح سادس أكبر اقتصاد في العالم، بعد الولايات المتحدة والصين واليابان وفرنسا وألمانيا. تتشارك آسيان حدودها البرية مع كل من الهند والصين وبنغلاديش وتيمور الشرقية وبابوا غينيا الجديدة، والحدود البحرية مع الهند والصين وبالاو وأستراليا. وتُعتبر كل من تيمور الشرقية وبابوا غينيا الجديدة أعضاء مراقبين في الرابطة، ويدعمن بعض أعضاء رابطة دول جنوب شرق آسيا.
نظراً لكونها قوة عالمية، ققد صادقت آسيان على مجموعة متنوعة من الصكوك والمعاهدات التي تعزز التعاون والاعتراف والوحدة في العديد من الجوانب، داخلياً وإقليمياً ودولياً."ASEAN". agreement.asean.org. مؤرشف من الأصل في 2018-10-11.</ref> تعد الآسيان واحدة من الشركاء الرئيسيين للعديد من المؤسسات الهامة بما في ذلك قمة شرق آسيا والشراكة الاقتصادية الشاملة الإقليمية، أكبر كتلة اقتصادية في العالم. تُعد قمة آسيان اليوم بمثابة مؤتمر إقليمي (آسيوي) ودولي (عالمي) بارز، حيث يحضر قادة العالم مؤتمرات القمة والاجتماعات ذات الصلة لمناقشة مختلف المشاكل والقضايا العالمية، وتعزيز التعاون واتخاذ القرارات. وقد أشاد قادة العالم بالقمة على نجاحها وقدرتها على تحقيق نتائج مهمة على المستوى العالمي.
وقد فرضت رابطة دول جنوب شرق آسيا نفسها كمنصة مركزية للتكامل والتعاون الآسيوي، وتعمل مع الدول الآسيوية الأخرى لتعزيز الوحدة والازدهار والتنمية والاستدامة في المنطقة، وكذلك العمل على إيجاد حلول لحل النزاعات والمشاكل في المنطقة. في الوقت الذي ركزت فيه بشكل أساسي على آسيا والمحيط الهادئ، فقد حافظت آسيان أيضاً على اتصالات مع أجزاء أخرى من العالم، لتعزيز السلام والاستقرار العالميين بشكل أفضل. تتمتع المنظمة بسمعة عالمية في الترويج للنوايا الحسنة والدبلوماسية بين الدول، ووقف أي رأي أو قرار يُعتبر متحيزاً في الوقت الذي تتبنى فيه مبدأ عدم التدخل والاحترام المتبادل. أنشأت المجموعة أول مجتمع إقليمي في آسيا، وهو إنجاز وصفه كثيرون بأنه "معجزة آسيوية"، وهو بمثابة نموذج دولي على البحث عن القوة والتعاون بين بلدان متنوعة ومختلفة.

## القوائم

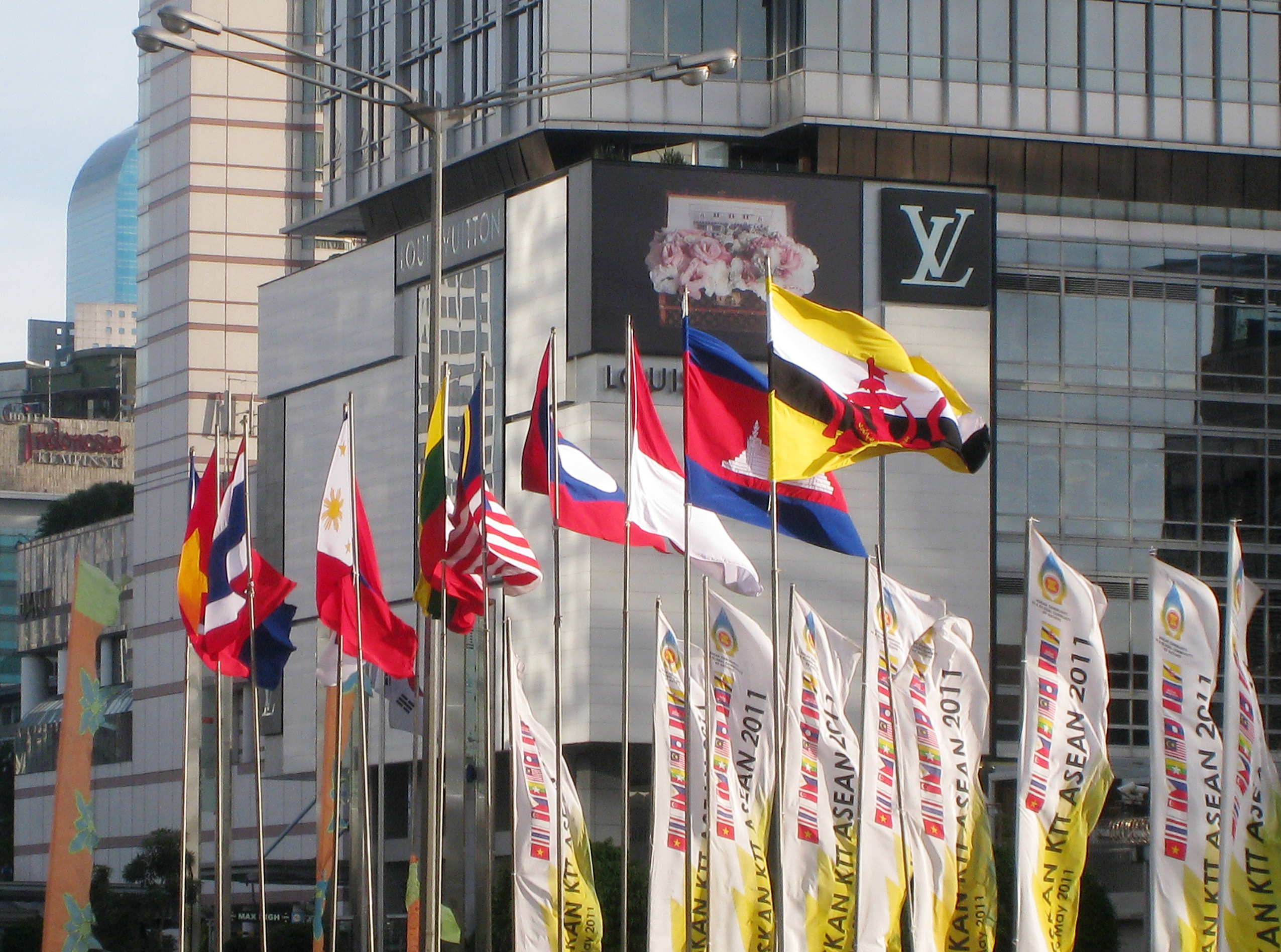
أعلام الدول الأعضاء في الآسيان في مقرها في جاكرتا، إندونيسيا.

يوجد في الأسفل قائمة بالدول كاملة العضوية في رابطة آسيان. بالإضافة إلى أعضاء آسيان زائد ثلاثة وقمة شرق آسيا. ويكون كلا المنتديين تحت قيادة آسيان وتُعقد الاجتماعات في أعقاب قمة آسيان.
بالإضافة إلى الأعضاء، هناك قائمة بالمشاركين في المنتدى الإقليمي لرابطة دول جنوب شرق آسيا (آسيان)، وهي منظمة تنشط في جميع أنحاء منطقة آسيا والمحيط الهادئ، وتهدف إلى تعزيز الحوار والتشاور، وتعزيز بناء الثقة والدبلوماسية في المنطقة.
تعتبر آسيان منظمة في منطقة جنوب شرق آسيا تهدف إلى تسريع النمو الاقتصادي والتقدم الاجتماعي والتنمية الثقافية بين أعضائها وتعزيز السلام الإقليمي.

## الأعضاء ذوي العضوية الكاملة
| العلم | الدولة                               | العاصمة                  | المساحة (كم2) | عدد السكان  | الكثافة (/كم2) | إجمالي الناتج المحلي | مؤشر التنمية البشرية                            | العملة                    | اللغة الرسمية                               | القادة                                                                        | القادة                          | الانضمام      |
| العلم | الدولة                               | العاصمة                  | المساحة (كم2) | عدد السكان  | الكثافة (/كم2) | إجمالي الناتج المحلي | مؤشر التنمية البشرية                            | العملة                    | اللغة الرسمية                               | رؤساء الدولة                                                                  | رؤساء الحكومة                   | الانضمام      |
| ----- | ------------------------------------ | ------------------------ | ------------- | ----------- | -------------- | -------------------- | ----------------------------------------------- | ------------------------- | ------------------------------------------- | ----------------------------------------------------------------------------- | ------------------------------- | ------------- |
|       | بروناي اتحاد بروناي، دار السلام      | بندر سري بكاوان          | 5,765         | 411,900     | 65             | 80,648               | 0٫856                                           | دولار بروني (BND; B$)     | الملايوية                                   | السلطان حسن البلقية                                                           | السلطان حسن البلقية             | 8 يناير 1984  |
|       | كمبوديا مملكة كمبوديا                | بنوم بنه                 | 181,035       | 15,626,444  | 78             | 3,340                | 0٫555                                           | ريال كمبودي (KHR; ៛)      | الخميرية                                    | الملك نورودوم سيهاموني                                                        | رئيس الوزراء هون سين            | 30 أبريل 1999 |
|       | إندونيسيا جمهورية إندونسيا           | جاكرتا                   | 1,904,569     | 255,975,000 | 113            | 10,537               | 0٫684                                           | روبية إندونيسية (IDR; Rp) | الإندونيسية                                 | الرئيس جوكو ويدودو                                                            | الرئيس جوكو ويدودو              | 8 أغسطس 1967  |
|       | لاوس جمهورية لاو الديمقراطية الشعبية | فيينتيان                 | 236,800       | 6,492,400   | 24             | 5,748                | 0٫575                                           | كيب لاوي (LAK; ₭)         | اللاوية                                     | الأمين العام لحزب الشعب الثوري اللاوسي ثونجلون سيسوليث الرئيس ثونجلون سيسوليث | رئيس الوزراء فانخام فيفافانه    | 23 يوليو 1997 |
|       | ماليزيا                              | كوالالمبور               | 329,847       | 31,427,096  | 72             | 25,552               | 0٫779                                           | رينغيت ماليزي (MYR; RM)   | الماليزية                                   | السلطان عبد الله أحمد شاه                                                     | رئيس الوزراء إسماعيل صبري يعقوب | 8 أغسطس 1967  |
|       | ميانمار جمهورية اتحاد ميانمار        | نايبيداو                 | 676,578       | 51,419,420  | 81             | 5,514                | 0٫536                                           | كيات ميانماري (MMK; K)    | البورمية                                    | رئيس مجلس إدارة الدولة مين أونغ هلاينغ الرئيس مينت سوي                        | رئيس الوزراء مين أونغ هلاينغ    | 23 يوليو 1997 |
|       | الفلبين جمهورية الفلبين              | مانيلا                   | 343,448       | 103,371,800 | 295            | 8,325                | 0٫668                                           | بيسو فلبيني (PHP; ₱)      | الفلبينية والإنجليزية                       | الرئيس رودريغو دوتيرتي                                                        | الرئيس رودريغو دوتيرتي          | 8 أغسطس 1967  |
|       | سنغافورة جمهورية سنغافورة            | سنغافورة                 | 707.1         | 5,535,000   | 6,619          | 85,253               | 0٫912                                           | دولار سنغافوري (SGD; S$)  | الملاوية، المندرينية، الإنجليزية والتاميلية | الرئيس حليمة يعقوب                                                            | رئيس الوزراء لي هسين لونغ       | 8 أغسطس 1967  |
|       | تايلاند جمهورية تايلاند              | بانكوك                   | 513,115       | 65,339,612  | 126            | 16,959               | 0٫726                                           | بات تايلاندي (THB; ฿)     | التايلاندية                                 | الملك فاجيرالونغكورن                                                          | رئيس الوزراء برايوت تشان أوتشا  | 8 أغسطس 1967  |
|       | فيتنام جمهورية فيتنام الاشتراكية     | هانوي                    | 331,690       | 92,700,000  | 248            | 5,957                | 0٫666                                           | دونغ فيتنامي (VND; ₫)     | الفيتنامية                                  | الأمين العام للحزب الشيوعي الفيتنامي نجوين شوان فوك الرئيس نجوين شوان فوك     | رئيس الوزراء فام مينه تشين      | 28 يوليو 1995 |
|       | أسيان                                | جاكارتا (الأمانة العامة) | 4,479,210     | 625,000,000 | 135            | 5,869                | 0٫669 (برنامج الأمم المتحدة الإنمائي لعام 2012) | —                         | الإنجليزية (لغة العمل)                      | الأمين العام: ليم جوك هوي                                                     | الأمين العام: ليم جوك هوي       | —             |

## الدول غير الأعضاء

### أعضاء زائد ثلاثة
الأعضاء الحاليون للرابطة مع:
| العلم | الدولة                       | العاصمة | المساحة (كم2) | عدد السكان    | الكثافة (/كم2) | إجمالي الناتج المحلي | مؤشر التنمية البشرية | العملة                  | اللغة الرسمية                 | القادة                                                                                        |
| ----- | ---------------------------- | ------- | ------------- | ------------- | -------------- | -------------------- | -------------------- | ----------------------- | ----------------------------- | --------------------------------------------------------------------------------------------- |
|       | الصين جمهورية الصين الشعبية  | بكين    | 9,640,011     | 1,371,790,000 | 139.6          | 12,880               | 0٫719                | رنمينبي (CNY; ¥)        | الماندرينية                   | الأمين العام للحزب الشيوعي الصيني شي جين جينغ رئيس الدولة: شي جين بينغ رئيس الحكومة: لي تشانغ |
|       | اليابان                      | طوكيو   | 377,873       | 126,865,000   | 337.6          | 37,390أغسطس          | 0٫890                | ين ياباني (JPY; ¥)      | اليابانية (بحكم الأمر الواقع) | الإمبراطور: ناروهيتو رئيس الحكومة: فوميو كيشيدا                                               |
|       | كوريا الجنوبية جمهورية كوريا | سول     | 100,140       | 51,448,183    | أغسطس 493      | 35,277               | 0٫891                | وون كوري جنوبي (KRW; ₩) | الكورية                       | رئيس الدولة: يون سوك يول رئيس الحكومة: جونغ هونغ وون                                          |

### أعضاء مرشحون/أعضاء مراقبون
| العلم | الدولة                                                | العاصمة     | المساحة (كم2) | عدد السكان | الكثافة (/كم2) | إجمالي الناتج المحلي | مؤشر التنمية البشرية | العملة                            | اللغة الرسمية                        | القادة                                                                    | الحالة |
| ----- | ----------------------------------------------------- | ----------- | ------------- | ---------- | -------------- | -------------------- | -------------------- | --------------------------------- | ------------------------------------ | ------------------------------------------------------------------------- | ------ |
|       | تيمور الشرقية جمهورية تيمور الشرقية الديمقراطية       | ديلي        | 14,874        | 1,231,116  | 76.2           | 4,928                | 0٫620                | دولار أمريكي (USD; $)             | التيتومية والبرتغالية                | رئيس الدولة: فرانسيسكو غوتيريس رئيس الحكومة: تور ماتان رواك               | مراقب  |
|       | بابوا غينيا الجديدة دولة بابوا غينيا الجديدة المستقلة | بورت مورسبي | 462,840       | 7,400,000  | 14.5           | 2,399                | 0٫491                | كينا بابوا غينيا الجديدة (PGK; K) | الإنجليزية، لغة توك بيسين وهيري موتو | رئيس الدولة: تشارلز الثالث الحاكم العام: بوب دادا رئيس الحكومة: جيمس مارب | مراقب  |

### قمة شرق آسيا
الأعضاء الحاليون لرابطة الآسيان زائد ثلاثة إلى جانب:
| العلم | الدولة                                      | العاصمة      | المساحة (كم2) | عدد السكان    | الكثافة (/كم2) | إجمالي الناتج المحلي | مؤشر التنمية البشرية | العملة                     | اللغة الرسمية                                  | القادة                                                                              |
| ----- | ------------------------------------------- | ------------ | ------------- | ------------- | -------------- | -------------------- | -------------------- | -------------------------- | ---------------------------------------------- | ----------------------------------------------------------------------------------- |
|       | أستراليا كومنولث أستراليا                   | كانبرا       | 7,686,850     | 23,881,139    | 2.833          | 46,433               | 0٫933                | دولار أسترالي (AUD; A$)    | الإنجليزية (بحكم الأمر الواقع)                 | رئيس الدولة: إليزابيث الثانية الحاكم العام: دايفيد هيرلي رئيس الحكومة: سكوت موريسون |
|       | الهند جمهورية الهند                         | نيودلهي      | 3,287,240     | 1,276,370,000 | 364.4          | 5,855                | 0٫586                | روبية هندية · (INR; )      | الهندية حسب نص ديوناكري، الإنجليزية وأخرى      | رئيس الدولة: رام نات كوفيند رئيس الحكومة: ناريندرا مودي                             |
|       | نيوزيلندا                                   | ويلينغتون    | 268,680       | 4,612,280     | 16.1           | 35,152               | 0٫910                | دولار نيوزيلندي (NZD; NZ$) | الإنجليزية، الماورية ولغة الإشارة النيوزيلندية | رئيس الدولة: إليزابيث الثانية الحاكم العام: باتسي ريدي رئيس الحكومة: جاسيندا أرديرن |
|       | روسيا روسيا الاتحادية                       | موسكو        | 17,075,400    | 146,567,880   | 8.3            | 24,805               | 0٫778                | روبل روسي · (RUB; )        | الروسية                                        | رئيس الدولة: فلاديمير بوتين رئيس الحكومة: ميخائيل ميشوستين                          |
|       | الولايات المتحدة الولايات المتحدة الأمريكية | واشنطن دي سي | 9,629,091     | 321,719,000   | 32             | 54,597               | 0٫914                | دولار أمريكي (USD; $)      | الإنجليزية (بحكم الأمر الواقع)                 | رئيس الدولة والحكومة: جو بايدن                                                      |

### منتدى آسيان الإقليمي
المنتدى الإقليمي لرابطة دول جنوب شرق آسيا (آسيان) هو حوار غير رسمي متعدد الأطراف يضم 27 عضواً يسعى إلى معالجة القضايا الأمنية في منطقة آسيا والمحيط الهادئ. تضم القائمة أعضاء قمة شرق آسيا بالإضافة إلى:
| العلم | الدولة                                           | العاصمة                                           | المساحة (كم2) | عدد السكان  | الكثافة (/كم2) | إجمالي الناتج المحلي | مؤشر التنمية البشرية                            | العملة                   | اللغة الرسمية        | القادة |
| ----- | ------------------------------------------------ | ------------------------------------------------- | ------------- | ----------- | -------------- | -------------------- | ----------------------------------------------- | ------------------------ | -------------------- | --- |
|       | بنغلاديش جمهورية بنغلاديش الشعبية                | دكا                                               | 147,570       | 159,143,012 | 1,099.3        | 3,373                | 0٫608                                           | تاكا بنغلاديشي (BDT; ৳)  | البنغالية            | رئيس الدولة: محمد عبد الحامد رئيس الحكومة: شيخة حسينة واجد |
|       | كندا                                             | أوتاوا                                            | 9,984,670     | 35,749,600  | 3.41           | 44,843               | 0٫902                                           | دولار كندي (CAD; C$)     | الإنجليزية والفرنسية | رئيس الدولة: إليزابيث الثانية الحاكم العام: ماري سيمون رئيس الحكومة: جاستن ترودو                                                                                              |
|       | منغوليا                                          | أولان باتور                                       | 1,564,115     | 3,032,606   | 1.75           | 11,882               | 0٫698                                           | توغروغ منغولي (MNT; ₮)   | المنغولية            | رئيس الدولة: أوخنانغين خورلسوخ رئيس الحكومة: لوفسان نامسراي أويون-إردين |
|       | كوريا الشمالية جمهورية كوريا الديمقراطية الشعبية | بيونغيانغ                                         | 120,540       | 25,155,000  | 198.3          | 1,800 (تقدير)        | 0٫540 (برنامج الأمم المتحدة الإنمائي لعام 2012) | وون كوري شمالي (KPW; ₩)  | الكورية              | الأمين الأول لحزب العمال الكوري والقائد الأعلى كيم جونغ أون رئيس لجنة شؤون الدولة: كيم جونغ أون رئيس هيئة رئاسة مجلس الشعب الأعلى: Choe Ryong-hae رئيس الحكومة: Kim Jae-ryong |
|       | باكستان جمهورية باكستان الإسلامية                | إسلام آباد                                        | 796,095       | 191,198,263 | 214.3          | 4,736                | 0٫537                                           | روبية باكستانية (PKR; ₨) | الأردية والإنجليزية  | رئيس الدولة: عارف علوي رئيس الحكومة: عمران خان |
|       | سريلانكا جمهورية سريلانكا الديمقراطية الاشتراكية | سري جاياواردنابورا كوتي (إدارية) كولومبو (تجارية) | 65,610        | 20,771,00   | 323            | 10,372               | 0٫750                                           | روبية سريلانكي (LKR; රු)  | السنهالية والتاميلية | رئيس الدولة: غوتابايا راجاباكسا رئيس الحكومة:ماهيندا راجاباكشا |
|       | الاتحاد الأوروبي                                 | بروكسل (بحكم الأمر الواقع)                        | 4,324,782     | 508,191,116 | 115.9          | 37,607               | 0٫876 (برنامج الأمم المتحدة الإنمائي)           | اليورو (EUR; €) و10 أخرى | متنوعة               | رئيس الدولة: شارل ميشيل (المجلس) رئيس الحكومة: أورسولا فون دير لاين (المفوضية)                                                                                                |

## وصلات خارجية
- الأمانة العامة لآسيان
- منتدى آسيان الإقليمي